# كيث ر. جينينغز
كيث ر. جينينغز (بالإنجليزية: Keith R. Jennings)‏ هو كيميائي بريطاني، ولد في 5 ديسمبر 1932.